# Паролізе
Паролізе (італ. Parolise) — муніципалітет в Італії, у регіоні Кампанія, провінція Авелліно.
Паролізе розташоване на відстані близько 230 км на південний схід від Рима, 55 км на схід від Неаполя, 9 км на схід від Авелліно.
Населення — 677 осіб (2014).
Щорічний фестиваль відбувається 16 серпня. Покровитель — святий Рох.

## Демографія
Населення за роками:

Станом на 1 січня 2023 року в муніципалітеті офіційно проживали 34 іноземці з 9 країн, серед них 13 громадян країн Євросоюзу та 6 громадян України.

## Сусідні муніципалітети
- Кандіда
- К'юзано-ді-Сан-Доменіко
- Лапіо
- Монтефальчоне
- Сальца-Ірпіна
- Сан-Потіто-Ультра